# Tevatron

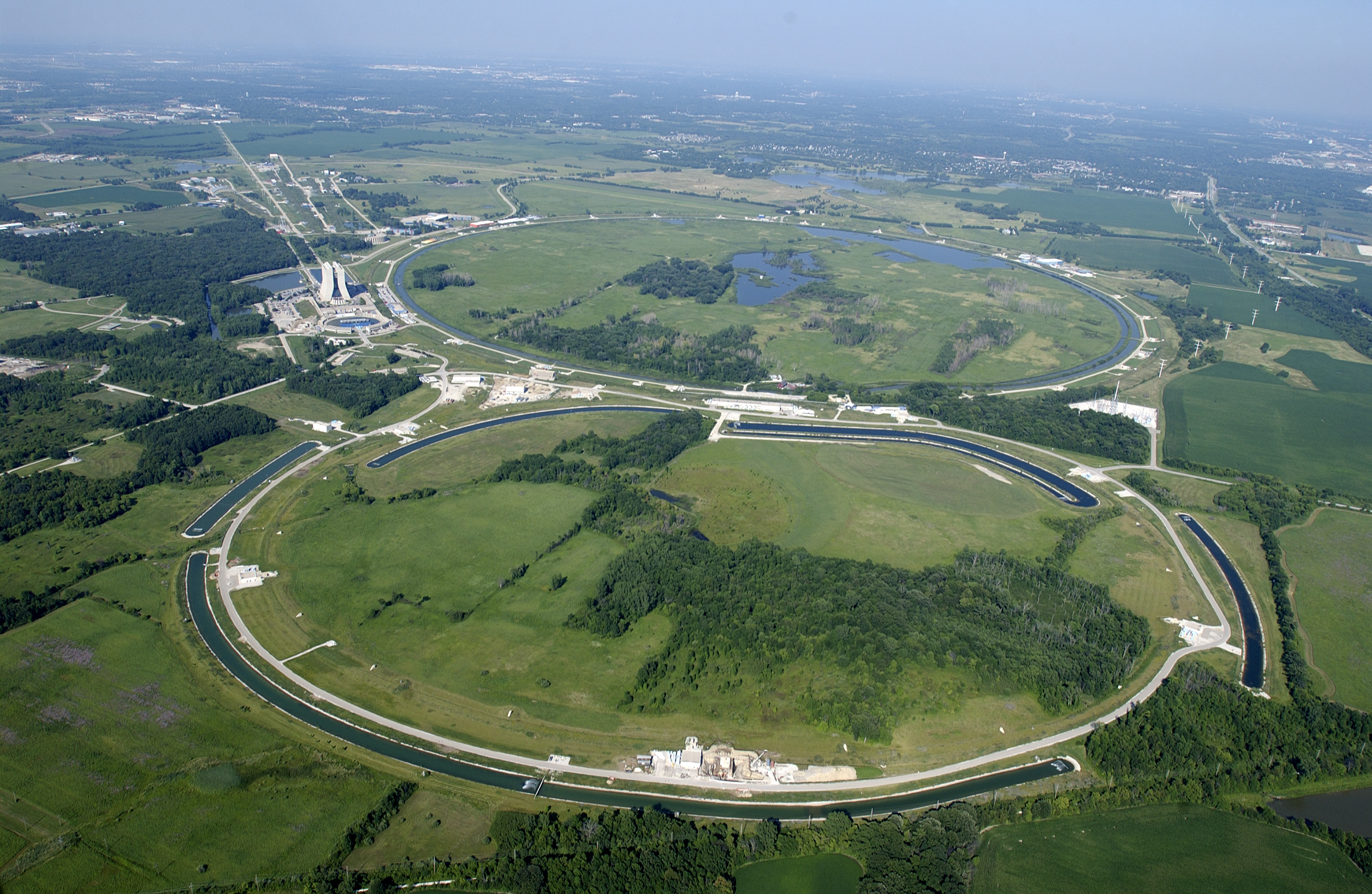
Das Tevatron (Hintergrund) und zwei Beschleunigungsringe

Das Tevatron war ein Teilchenbeschleuniger am Fermilab in Batavia im US-Bundesstaat Illinois, der Protonen und Antiprotonen miteinander kollidierte. Der Beschleuniger wurde 1983 in Betrieb genommen und war bis zum 30. September 2011 aktiv.
Sein Umfang betrug ca. 6 km, die Schwerpunktsenergie war 1,96 TeV. Das Tevatron enthielt vier Vorbeschleuniger: Ein Cockcroft-Walton-Beschleuniger brachte die Protonen auf eine Energie von 750 keV, anschließend wurden sie in einem Linearbeschleuniger auf 400 MeV, im Booster auf 8 GeV und in einem weiteren Ring, dem Hauptinjektor (main injector), auf 120 GeV vorbeschleunigt. Schließlich wurden die Protonen dem Hauptbeschleunigerring des Tevatrons zugeführt.
Um die Antiprotonen zu erzeugen, wurden Protonen aus dem Hauptinjektor abgeleitet und auf einen Nickelblock geschossen. Die entstehenden Antiprotonen wurden im Debuncher gespeichert und später mit den Protonen zur Kollision gebracht. Die Erzeugung eines Antiprotons erforderte ca. 105 Protonen. Daher war die Erzeugung der Antiprotonen der am stärksten limitierende Faktor der Luminosität am Tevatron. 
1995 wurde am Tevatron die Existenz von Top-Quark-Paaren nachgewiesen. Bis zur Inbetriebnahme des Large Hadron Colliders am CERN im November 2009 war das Tevatron der weltweit stärkste Teilchenbeschleuniger und der einzige Beschleuniger, der genügend Energie aufbringen konnte, um Top-Quarks zu produzieren. Im Sommer 2008 bewilligte der amerikanische Kongress überraschend eine befristete Weiterführung des Experiments.